# 柴田站
柴田站（日语：／ Shibata eki */?）是一個位於日本愛知縣名古屋市南區元柴田東町，屬於名古屋鐵道常滑線的鐵路車站。車站編號為TA05。

## 構造
可停靠8節編組的對向式月台2面2線的高架車站。
| 月台 | 路線   | 方向 | 目的地                       |
| ---- | ------ | ---- | ---------------------------- |
| 1    | 常滑線 | 下行 | 中部國際機場、河和、內海方向 |
| 2    | 常滑線 | 上行 | 金山、名鐵名古屋方向         |

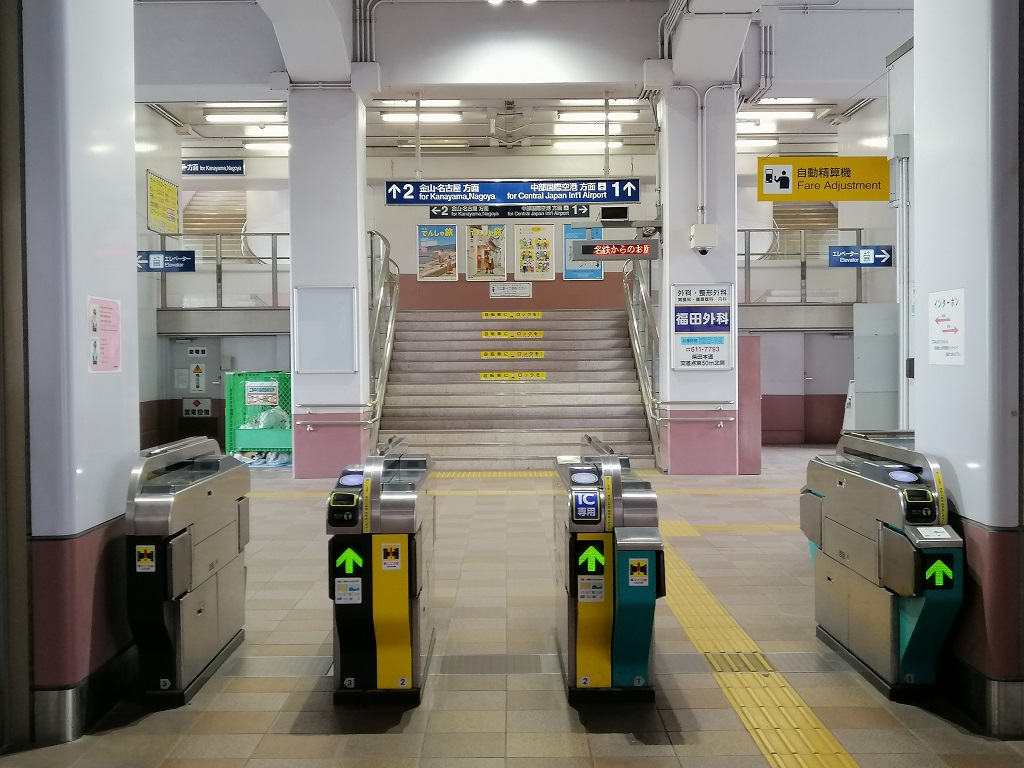
閘口
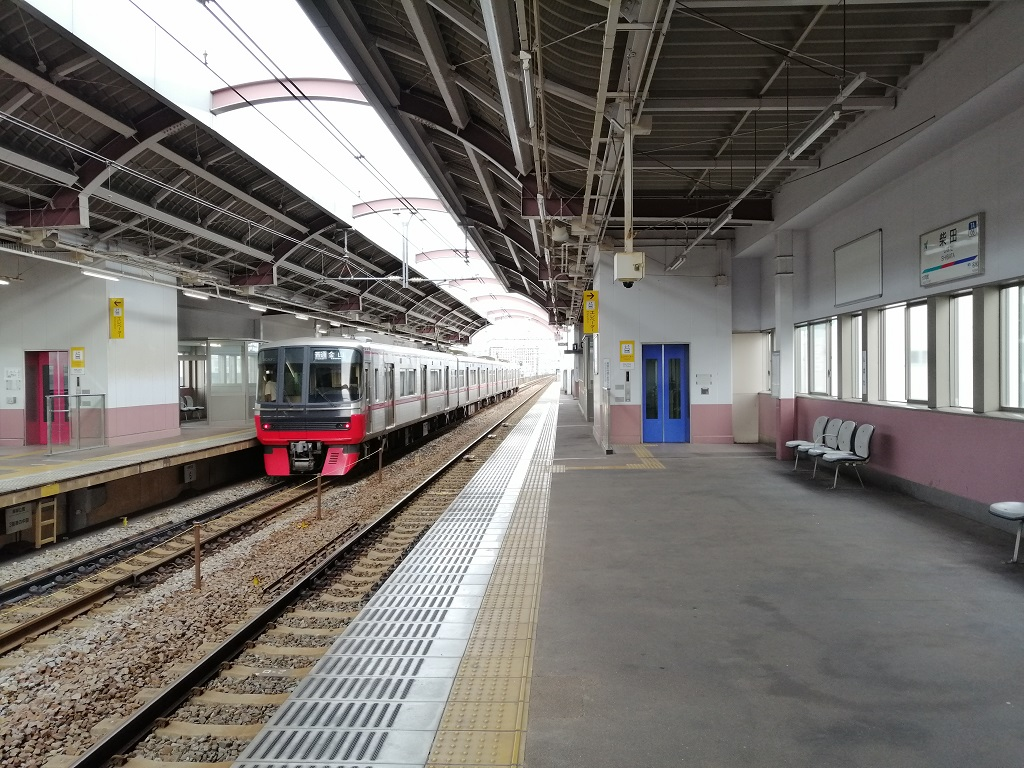
月台
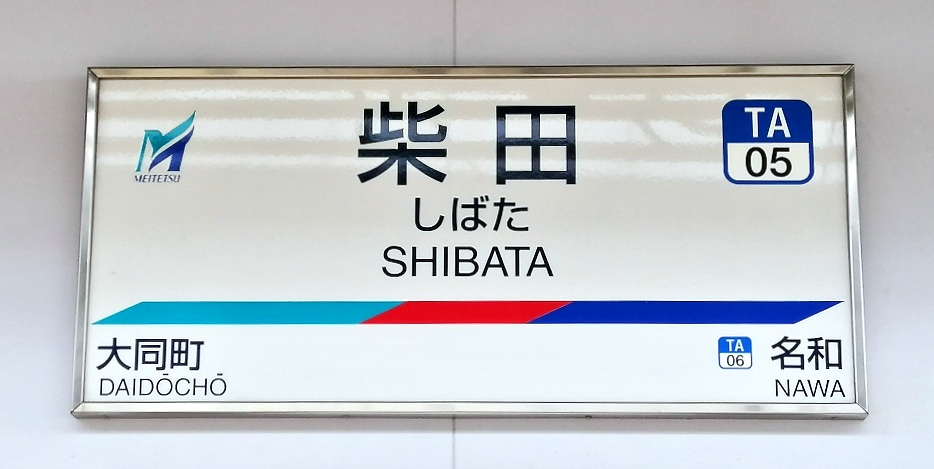
站名牌

### 配線圖
| ← 神宮前、 名古屋方向 | 柴田站 構內配線略圖 | → 太田川、 常滑方向 |
| 图例 参考文献：       |                     |                     |

## 相鄰車站
名古屋鐵道
 常滑線
□μ-SKY、□快速特急、■特急、□快速急行、■急行、■準急
通過
■準急（只限早上往中部國際機場1班停靠）
大同町（TA04）－柴田（TA05）－聚樂園（TA07）
■普通
大同町（TA04）－柴田（TA05）－名和（TA06）

## 外部連結
- 柴田 - 名古屋鐵道（日語）